# Zuzana Čaputová
Zuzana Čaputová (/ˈzuzana ˈtʃaputɔʋaː/), née Strapáková le 21 juin 1973 à Bratislava, est une femme d'État slovaque. Membre du parti social-libéral pro-européen Slovaquie progressiste, elle est présidente de la République entre 2019 et 2024.

## Biographie

### Carrière professionnelle
Zuzana Čaputová achève ses études de droit à l'université Comenius de Bratislava en 1996. Elle travaille alors dans l’administration municipale de Pezinok, ville située entre Bratislava et Trnava. Elle devient ensuite avocate spécialisée dans les questions de protection de l'environnement et travaille dans des organisations non gouvernementales, comme VIA IURIS (sk). Elle soutient notamment une initiative citoyenne visant à liquider la décharge de Pezinok, ce qui lui vaut en 2016 le prix Goldman pour l'environnement.

### Présidente de la République
Zuzana Čaputová est l'une des fondatrices en 2017 du parti Slovaquie progressiste, qu'elle quitte pour se lancer dans la course à la présidentielle. Elle axe sa campagne présidentielle sur la protection de l’environnement, le soutien aux personnes âgées et une réforme de la justice. Candidate à l'élection présidentielle de 2019, elle termine en première position à l'issue du premier tour, avec 40,6 % des voix et est élue présidente de la République slovaque à l’issue du second tour, le 30 mars, avec 58,38 % des voix. Elle bat le commissaire européen Maroš Šefčovič, le candidat soutenu par le pouvoir en place. Âgée de 45 ans, Zuzana Čaputová est la plus jeune personne et la première femme élue à la présidence de la République slovaque, après une campagne axée sur la lutte contre la corruption et pour l'écologie, les droits LGBT et le droit à la contraception et à l'avortement,,.
Lors des élections législatives de 2020, son parti, allié à Ensemble-Démocratie civique, n’atteint pas le seuil des 7 % requis pour l’obtention de députés.
Elle ne se représente pas pour un second mandat en 2024 et Peter Pellegrini lui succède.

### Vie privée
Divorcée d'Ivan Čaputa, Zuzana Čaputová est mère de deux enfants.